# Bombylius spinipes
Bombylius spinipes är en tvåvingeart som beskrevs av Thomson 1869. Bombylius spinipes ingår i släktet Bombylius och familjen svävflugor. Inga underarter finns listade i Catalogue of Life.